# Svėdasai
Svėdasai est un village de l'Apskritis d'Utena  en Lituanie. Le village de 884 habitants est situé sur les rives d'un lac du même nom.

## Histoire
En juillet 1941, 245 à 386 personnes sont massacrées dans une exécution de masse. La plupart des victimes sont probablement les habitants juifs des environs. Une stèle est visible sur le site du massacre.

## Galerie

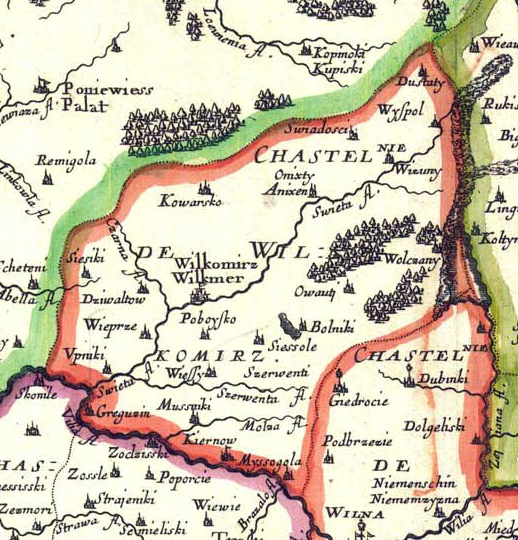
Svėdasai (Swiadosci) marked in Nicolas Sanson map (1665)
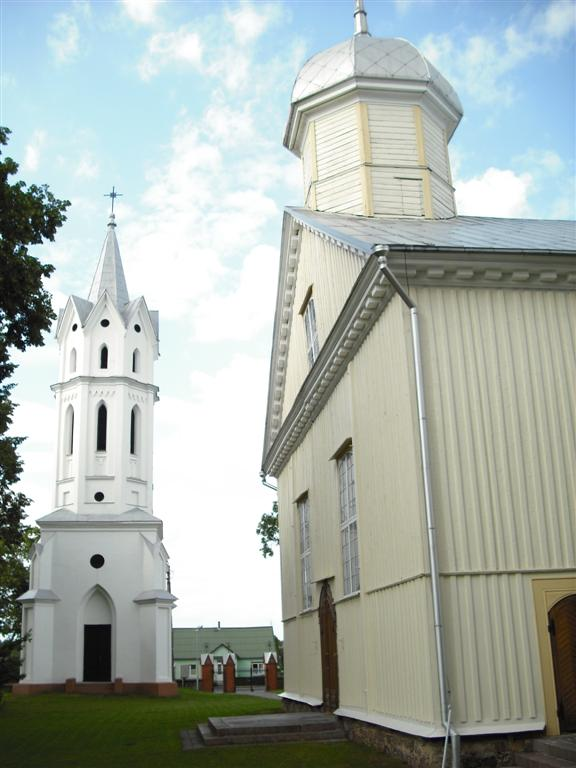
Église
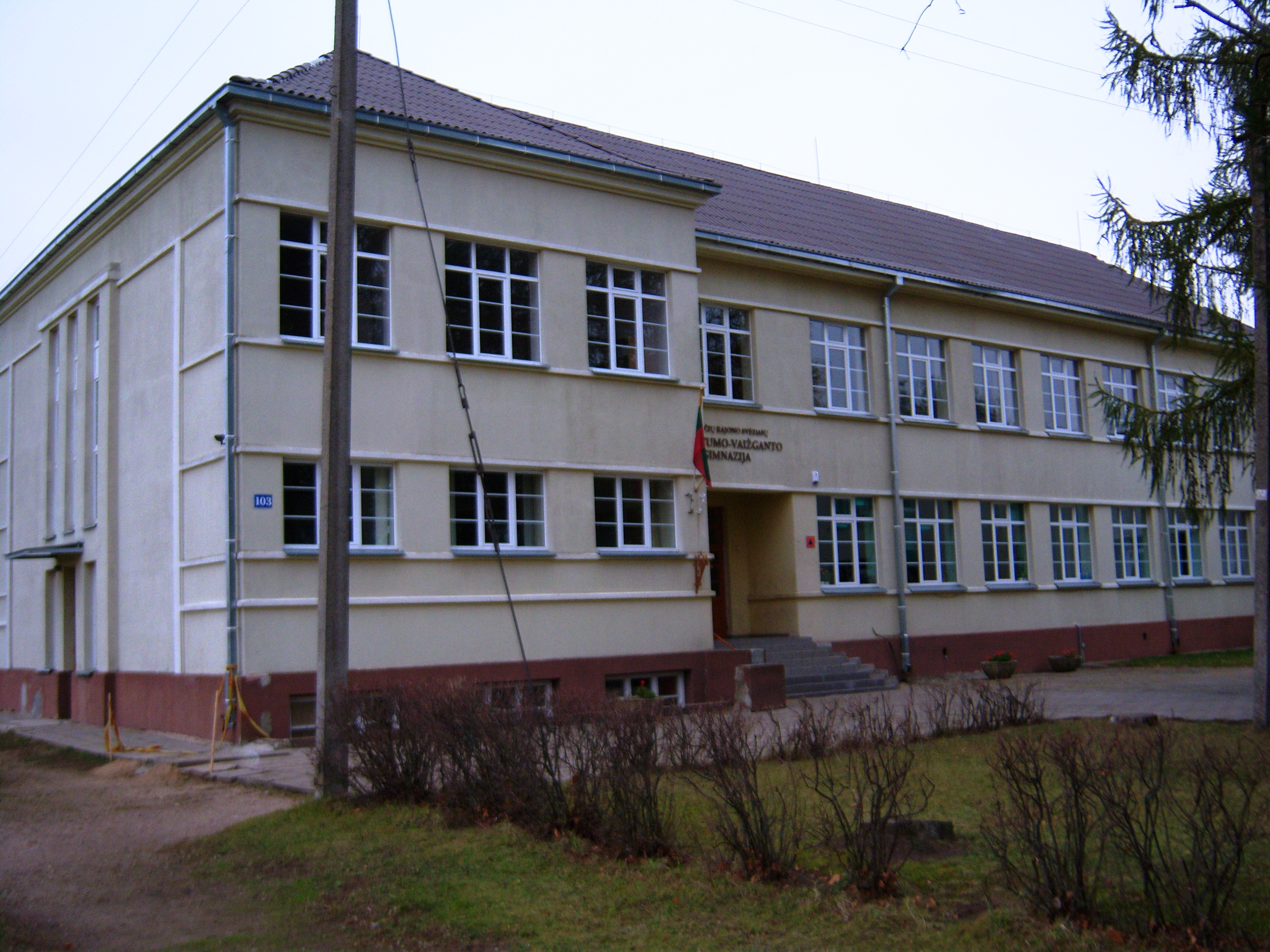
Complexe scolaire
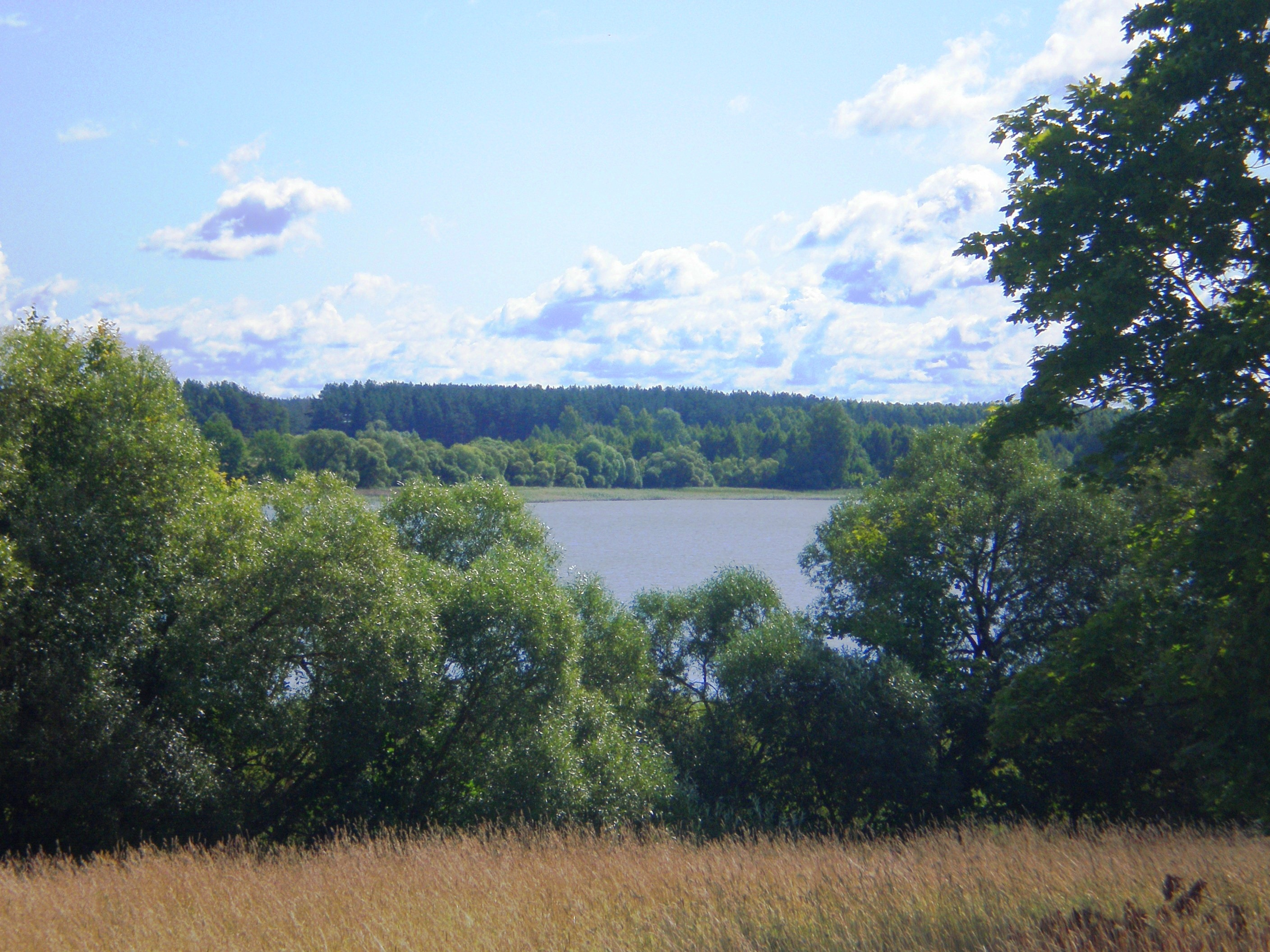
Lac